# Ann Conolly
Ann P. Conolly (Kenley, 25 de enero de 1917 – Oadby, 17 de agosto de 2010) fue una geobotánica, botánica y profesora británica, inspirada docente, que contribuyó a la botánica del cuaternario; y, realizó pioneros trabajos en el Reino Unido sobre la historia y fitogeografía de Fallopia japonica.

## Carrera académica
Asistió a la Universidad de Cambridge (Newnham College) de 1936 a 1940 estudiando historia natural. Sin embargo, era política de la Universidad, en ese momento, no otorgar grados a las mujeres. Emprendió el doctorando en botánica cuaternaria entre 1940 a 1943, apoyada por becas estudiantil Rigby y Francis Maitland Balfour, bajo la supervisión del profesor Harry Godwin. Su trabajo contribuyó al libro de referencia History of the British Flora publicada por Goodwin en 1956. Los acontecimientos de la Segunda Guerra Mundial significaron que a pesar de publicar varios adelantos, nunca entregó su tesis.
Su primera posición académica comenzó, en 1944, como demostradora en Bedford College for Women, Universidad de Londres, con exención condicional del servicio militar. En 1947, fue nombrada conferencista en el University College de Leicester (hoy Universidad de Leicester) enseñando clasificación taxonómica, anatomía y distribución, hasta retirarse en 1982. Su calidad de enseñanza,y especialmente el curso de campo anual, fueron una inspiración para botánicos futuros.
Su interés de investigación fue inicialmente en la botánica cuaternaria, aunque desarrolló muchos otros. Fue una de las primeras en implicarse en el esquema de mapeos de la BSBI a principios de los 1950s; y, fue principal registradora al menos alrededor de 10 km² en Gales del norte. La flora de la península de Lleyn, fue foco de sus investigaciones por 50 años, especialmente la región alrededor de Pwllheli, continuando al sudoeste de la ruta A497 a Morfa Nefyn, mapeado en cuadrados de 1 km². Esa experiencia le llevó a ser parte de la gestión y registro de la historia natural de la isla Bardsey.
Más tarde, intensificó los estudios sobre Fallopia japonica.
En 2009, fue elegida miembro honorario del BSBI, en reconocimiento por su trabajo en las reuniones y las publicaciones de la sociedad.

## Estudios en Fallopia japonica
Fallopia japonica, especie indígena de Asia, una de las plantas exóticas invasoras más dañinas del mundo. Se convirtió en foco de búsqueda importante; y, dirigió publicaciones con un análisis innovador de la historia y distribución de esa maleza invasora, en 1977. Continuó con esa investigación más de 20 años hasta su jubilación.
Utilizó especímenes de herbario, e información de la literatura hortícola de Europa para mostrar cómo el grupo de plantas Fallopia japonica cambió de "ganador de premios" en Países Bajos, en 1847, a "mala hierba notificable" en el Reino Unido, en 1981. Sus mapas de distribución mostraron como sus híbridos se extendieron por todo el Reino Unido.

## Vida personal
Asistió a la Escuela privada Montessori, en Purley seguido por la Eothen Girls School in Caterham. Contrajo polio de adolescente cuando visitaba el Continente que resultado en el empeoramiento de su pierna derecha. Falleció el 17 de agosto de 2010.

## Obra

### Publicaciones significativas
- Bailey, J. P. Conolly, A. P. (2000) Prize-winners to pariahs - A history of Japanese Knotweed s.l. (Polygonaceae) in the British Isles. Watsonia 23 (1) 93-110
- Bailey, J. P. Child, L. E. Conolly, A. P. (1996) A survey of the distribution of Fallopia X bohemica (Chrtek and Chrtkova) J. Bailey (Polygonaceae) in the British Isles. Watsonia 21 (2) 187-198
- Beerling, DJ, Bailey, JP, Conolly AP (1994) Fallopia japonica (Houtt) Ronse, Decraene (Reynoutria japonica Houtt, Polygonum cuspidatum Sieb and Zucc). J Ecology 82 (4) 959-979
- A Conolly (1994) Castles and abbeys in Wales: refugia for 'mediaeval' medicinal plants. Botanical Journal of Scotland 46 (4) 628-636
- Conolly, A.P. (1977) The distribution and history in the British Isles of some alien species of Polygonum and Reynoutria. Watsonia 11 291-311
- Conolly, AP, Dahl, E (1970) Maximum summer temperature in relation to the modern and Quaternary distributions of certain arctic-montane species in the British Isles Part 1. The modern relationships in Studies in the vegetational history of the British Isles. Cambridge University Press. p. 175
- Conolly, AP, Dickson, JH. (1969) A note on a late Weichselian splachnum capsule from Scotland. New Phytologist 68 (1) 197-
- Conolly, A.P., Godwin, H. and Megaw, E.M. (1950) Studies in the Post-Glacial History of British Vegetation. XI. Late-Glacial Deposits in Cornwall. Philosophical Transactions of the Royal Society B 234 (615) p397- DOI: 10.1098/rstb.1950.0006

## Honores

### Eponimia
- 2001, el híbrido inusual, Fallopia × conollyana J.P.Bailey[7] fue nombrada con su epónimo, en su honor por su 84.º natalicio.[8]
- Polygonaceae × Reyllopia conollyana (J.P.Bailey) Galasso[9]